# Musa II
Musa II , död 1387, var en afrikansk härskare. Han var mansa, monark, i Maliriket mellan cirka 1374 och 1387.